# Saint-Auban (tổng)
Tổng Saint-Auban là một tổng của Pháp. Tổng này nằm ở tỉnh Alpes-Maritimes trong vùng Provence-Alpes-Côte d’Azur.

## Các đơn vị hành chính
Tổng Saint-Auban có các xã Andon, Séranon, Valderoure, Saint-Auban, Caille, Briançonnet, Le Mas, Aiglun, Collongues, Sallagriffon, Gars, Amirat và Les Mujouls.
.

## Lịch sử
| Ngày bầu cử | Tên                  | Đảng | Tư cách                |
| --- | -------------------- | ---- | ---------------------- |
| Một cuộc bầu cử từng phần của tổng đã diễn ra năm 1978, sau cái chết của Don Jean Bellon, và đã bầu con gái ông là Pierrette Bellon. |                      |      |                        |
| | Don Jean Bellon      | RPR  |                        |
| 1978 | Mme Pierrette Bellon | RPR  |                        |
| 1988 | Mme Pierrette Bellon | RPR  |                        |
| 1994 | Mme Pierrette Bellon | RPR  |                        |
| 2001 | M. Thierry Gueguen   | UMP  | Thị trưởng của Séranon |
| 2008 | M. Thierry Gueguen   | UMP  | Thị trưởng của Séranon |

## Biến động dân số
| 1882                                         | 1926 | 1962 | 1968 | 1975 | 1982 | 1990 | 1999  |
|                                              |      |      |      |      |      |      | 2 139 |
| -------------------------------------------- | ---- | ---- | ---- | ---- | ---- | ---- | ----- |
| Số liệu từ năm 1990: Dân số không tính trùng |      |      |      |      |      |      |       |